# André-Léon-Désiré Costedoat
André-Léon-Désiré Costedoat, francoski general, * 1890, † 1957.